# Шувалов, Константин Викторович
Константи́н Ви́кторович Шува́лов (род. 12 декабря 1953) — советский и российский дипломат. Чрезвычайный и полномочный посол (2003).

## Биография
В 1976 году окончил МГИМО. Владеет персидским, пушту, английским и немецким языками. С 1976 года работает на дипломатических должностях в МИД СССР.
- В 1993—1994 годах — заместитель начальника управления Департамента Западной и Южной Азии МИД России.
- С января по июль 1994 года — заместитель директора Третьего департамента Азии МИД России.
- В 1994—1997 годах — первый заместитель директора Третьего департамента Азии МИД России.
- С февраля по август 1996 года — и. о. директора Третьего департамента Азии МИД России.
- С 6 июня 1997 по 8 февраля 2001 года — чрезвычайный и полномочный посол Российской Федерации в Иране[1][2].
- С декабря 2000 по май 2001 года — и. о. директора Третьего департамента стран СНГ МИД России.
- С 1 мая 2001 по 30 марта 2005 года — директор Третьего департамента стран СНГ МИД России.
- С 30 марта 2005 по 1 сентября 2009 года — чрезвычайный и полномочный посол Российской Федерации в Боснии и Герцеговине[3][4].
- С сентября 2009 года — посол по особым поручениям МИД Российской Федерации, специальный представитель МИД России по взаимодействию с Альянсом цивилизаций.
- С сентября 2018 года — специальный представитель министра иностранных дел Российской Федерации по взаимодействию с организациями мусульманских государств.

## Дипломатический ранг
- Чрезвычайный и полномочный посланник 2 класса (4 октября 1994)
- Чрезвычайный и полномочный посланник 1 класса (30 декабря 1996)[5]
- Чрезвычайный и полномочный посол (2 июля 2003)[6]

## Награды
- Благодарность президента Российской Федерации (5 августа 2002) — за активную и плодотворную дипломатическую деятельность на направлении СНГ[7].
- Орден Святого благоверного князя Даниила Московского III степени (8 февраля 2003, РПЦ)
- Орден Флага Республики Сербской (28 июня 2009, Республика Сербская в составе Боснии и Герцеговины)
- Орден Дружбы (3 июля 2019)[8]
- Почётная грамота Президента Российской Федерации (26 февраля 2024) — за вклад в реализацию внешнеполитического курса Российской Федерации[9]